# 塔尔西 (卢瓦-谢尔省)
塔尔西（法語：Talcy，法語發音：[talsi]）是法国卢瓦-谢尔省的一个市镇，位于该省中北部，属于布卢瓦区。

## 地理
塔尔西（47°46'8"N, 1°26'37"E）面积15.21 平方千米，位于法国中央-卢瓦尔河谷大区卢瓦-谢尔省，该省份为法国中北部省份，北起厄尔-卢瓦省，东北接卢瓦雷省，东南接谢尔省，南至安德尔省，西南接安德尔-卢瓦尔省，西北接萨尔特省。
与塔尔西接壤的市镇（或旧市镇、城区）包括：拉沙佩勒-圣马丹昂普莱讷、孔克里耶、拉马德莱娜-维勒弗鲁安、勒普莱西莱谢勒、罗什、塞里、维勒克桑通。

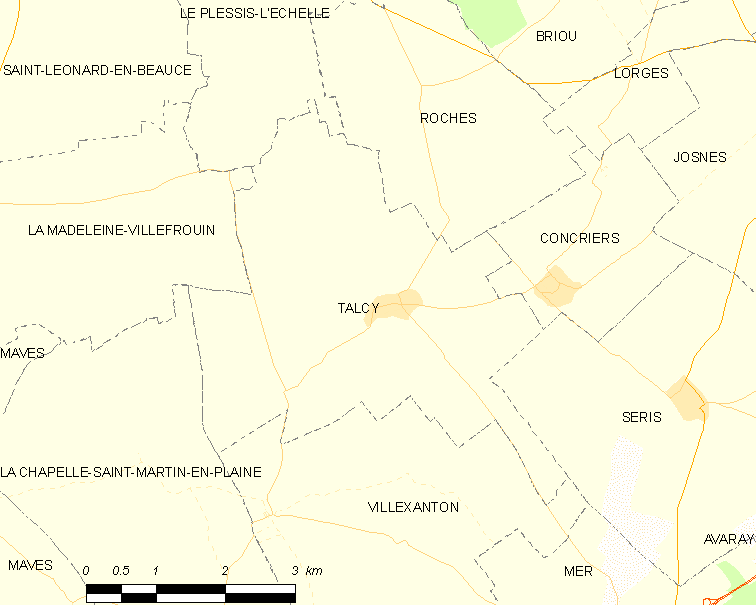
的OSM定位图

塔尔西的时区为UTC+01:00、UTC+02:00（夏令时）。

## 行政
塔尔西的邮政编码为41370，INSEE市镇编码为41253。

## 政治
塔尔西所属的省级选区为拉博斯县。

## 人口

1962-2008年间人口变化图示

塔尔西于2022年1月1日时的人口数量为277人。